# Мазурова, Екатерина Яковлевна
Екатери́на Я́ковлевна Мазу́рова (18 ноября 1900, Иваново-Вознесенск, Владимирская губерния, Российская империя — 8 октября 1995, Москва, Россия) — советская актриса театра и кино; заслуженная артистка РСФСР (1951). В 1970-х годах — краеведческий деятель Ивановской области.

## Биография
Родилась 18 ноября 1900 года в Иваново-Вознесенске (ныне Иваново) Владимирской губернии в семье рабочих. После школы работала в Шуйском драматическом театре, потом — в театрах Кинешмы, Иванова, Ярославля, Москвы. В годы ВОВ, отказавшись эвакуироваться, играла в театре для фронтовиков. В 1947—1951 годах работала в ГДР в театре при советской военной части. Затем, около 20 лет, — в Театре на Таганке. Одновременно снималась в кино: роли были эпизодические, но колоритные.
В 1970-х Екатерина Яковлевна решила посвятить себя местам, где она выросла. Принимала активное участие в создании краеведческого музея в городе Шуя и селе Васильевское Шуйского района Ивановской области, куда безвозмездно передала свою личную коллекцию антиквариата, среди которых русская и зарубежная живопись и графика XIX—XX веков, керамика, вышивка бисером, антикварная мебель — всего около тысячи экспонатов.
Умерла в 1995 году. Похоронена на Введенском кладбище (26 уч.).

## Творчество

### Фильмография
1. 1954 — Анна на шее — женщина в церкви (нет в титрах)
2. 1956 — Долгий путь — мать Раисы (нет в титрах)
3. 1957 — Дело было в Пенькове — Марья Фёдоровна, жена Ивана Саввича и мать Ларисы
4. 1957 — Дом, в котором я живу — Серафима, домработница Ксении Николаевны
5. 1958 — Трое вышли из леса — мать Генадия Скворцова
6. 1960 — Пусть светит (короткометражка) — бабка Веры
7. 1961 — Когда деревья были большими — Анастасия Борисовна (тётя Настя), бывшая жительница деревни Селиваново
8. 1961 — Командировка — старушка в клубе
9. 1963 — Ты не один — няня в больнице
10. 1963 — Полустанок — бабка Татьяна
11. 1964 — Добро пожаловать, или Посторонним вход воспрещён — бабушка Кости Иночкина (в титрах — И. Мазурова)
12. 1964 — Непридуманная история — тёща Степана Ивановича
13. 1965 — Мимо окон идут поезда — тётя Агаша, сестра-хозяйка в школе-интернате
14. 1968 — Встречи на рассвете — бабка Мотя Пуговкина
15. 1968 — Урок литературы — бабушка Коли Собакина
16. 1968 — Хозяин тайги — Семёновна, бабка Носкова
17. 1969 — В деревне Загадкино (короткометражка) — бабушка
18. 1969 — Последние каникулы — Евдокия Анисимовна
19. 1970 — Дядя Ваня — Марина
20. 1970 — О друзьях-товарищах — бабушка Кости Жохова
21. 1971 — Джентльмены удачи — мать Евгения Ивановича Трошкина
22. 1972 — Руслан и Людмила — Кикимора
23. 1972 — Инженер Прончатов — бабуля в магазине
24. 1973 — Большая перемена — баба Маня, соседка Нестора Петровича Северова (нет в титрах)
25. 1974 — Кыш и Двапортфеля — соседка снизу
26. 1974 — Романс о влюблённых — соседка Тани
27. 1975 — Пузырьки — соседка Лаптева, больная радикулитом
28. 1976 — Сибирь
  1. Побег | 1 серия, Неонила Терентьевна
  2. Нет, не будем бояться бури | 6 серия, Терентьевна
29. 1976 — Стажёр — Валентина Ивановна, санитарка
30. 1976 — «Сто грамм» для храбрости… (киноальманах) — Какая наглость | История 1-я